# Dolná Streda
Dolná Streda este o comună slovacă, aflată în districtul Galanta din regiunea Trnava, pe malul râului Váh. Localitatea se află la altitudinea de 125 m deasupra n.m., se întinde pe o suprafață de 13,47 km2 și în 2017 număra 1.539 de locuitori.

## Istoric
Localitatea Dolná Streda este atestată documentar din 1283.

## Demografie
| An:                | 1994 | 2004   | 2014   | 2024    |
| ------------------ | ---- | ------ | ------ | ------- |
| Număr de persoane: | 1255 | 1374   | 1482   | 1778    |
| Diferență:         |      | +9,48% | +7,86% | +19,97% |

| An:                | 2023 | 2024   |
| ------------------ | ---- | ------ |
| Număr de persoane: | 1790 | 1778   |
| Diferență:         |      | −0,67% |